# Giovanni Carmine
Giovanni Carmine (* 1975 in Bellinzona) ist ein Schweizer Kurator, Kunstkritiker und Direktor der Kunsthalle St. Gallen. Er lebt und arbeitet in Zürich und St. Gallen.

## Leben

### Kuratorische Tätigkeiten
Giovanni Carmine arbeitete im Kunstraum Walcheturm in Zürich und war verantwortlich für Ausstellungen wie «999» (Centro d’Arte Contemporanea Ticino, Bellinzona (CACT) 1999), «Updating Landscapes» (CACT, 2003), «Body Proxy» mit Norma Jeane (Helmhaus Zürich, Swiss Institute New York, Kunstverein Freiburg, 2004–2005) und die Malerei-Trilogie «Fois Gras» (Centre Culturel Suisse de Paris, 2007). Als künstlerischer Koordinator wirkte er bei «ILLUMInations», der von Bice Curiger kuratierten 54. Ausgabe der Kunstbiennale Venedig in 2011 mit und war Co-Editor des Biennale-Kataloges. 2013 kuratierte er den Schweizer Pavillon an der 55. Biennale di Venezia 2013 (Valentin Carron). Carmine war Co-Kurator von «Meeting Points 8», das 2016/2017 zwischen Brüssel, Kairo, Beirut und Istanbul stattfand. Seit 2020 kuratiert er den Sektor Unlimited an der Art Basel.
Er initiierte unabhängige Projekte wie Unloaded (2002) in verlassenen Bunkern der Schweizer Armee in Oberschan oder die mobile Plattform zimmerfrei. Er veröffentlichte Artikel in zahlreichen Fachmagazinen (Kunstbulletin, Frieze, Parkett, Flash Art International) und gab mehrere Publikationen wie PSYOP Post 9/11 Leaflets und CEAU (beide mit Christoph Büchel) heraus.
Carmine war von 2013 bis 2017 Mitglied und von 2017 bis 2019 Präsident der Eidgenössischen Kunstkommission. Er jurierte 2006 den Kiefer Hablitzel Preis und 2021 die Diplome des MA Arts Visuels der École cantonale d’art de Lausanne (ÉCAL). 2001 gewann er den Eidgenössischen Preis für Kunstvermittlung. Aktuell ist er Teil des Stiftungsrats und Präsident der Kunstkommission im Istituto Svizzero.

### Kunst Halle Sankt Gallen
Seit 2007 ist er Direktor der Kunst Halle Sankt Gallen. Sein Programm begreift die 1985 gegründete Kunst Halle als Plattform für Experimente und Produktion zeitgenössischer Kunst, die neue Impulse setzt und zur internationalen Vernetzung der schweizerischen Kunstszene beiträgt. Im Zentrum stehen das aktuelle Schaffen der jungen Generation von Künstlern und Künstlerinnen sowie gesellschaftlich und politisch relevante Fragestellungen.
Mit diesem Ansatz kuratierte er Ausstellungen mit Schweizer und internationalen Künstlerinnen und Künstlern wie Mai-Thu Perret, Ryan Gander, Mariana Castillo Deball, Shahryar Nashat, Roman Signer, Haroon Mirza, Beni Bischof, Jill Magid, Andrea Büttner, Uriel Orlow, Petrit Halilaj, Lawrence Abu Hamdan, Melike Kara, Agnes Scherer und weiteren. Dabei verfolgt Carmine einen offenen Kunstbegriff, sodass auch zahlreiche performativ-partizipative Projekte wie von Marinella Senatore, Milo Rau oder Alexandra Bachzetsis Teil seines Programms sind.
Gruppenausstellungen wie «The Dark Net – From Memes to Onionland. An Exploration» oder «All I eat in a Day», die Carmine u. a. in Zusammenarbeit mit Künstlerinnen und Künstlern kuratiert, nehmen zeitgenössische, sozio-technische Entwicklungen in den Blick. Die Ausstellungstätigkeit der Kunst Halle Sankt Gallen wird durch Publikationen begleitet.